# ویلیام ای. باکلی
ویلیام ای. باکلی (به انگلیسی: William Arvis Blakley) سناتور سابق عضو حزب دموکرات ایالات متحده آمریکا بود. وی در سال ۱۹۵۷ و ۱۹۶۱ میلادی سناتور ایالت تگزاس در سنای ایالات متحده آمریکا بود.